# Heiligenthal (Südergellersen)
Heiligenthal ist ein Ortsteil der Gemeinde Südergellersen in Niedersachsen.

## Geschichte
Am 1. März 1974 wurde Heiligenthal bei der Gebietsreform in Niedersachsen in die Gemeinde Südergellersen eingemeindet.

### Einwohnerentwicklung
| Jahr      | 1925 | 1933 | 1939 |
| --------- | ---- | ---- | ---- |
| Einwohner | 133  | 160  | 146  |

## Religion
Der Ort war im Jahr 1848 in die Kirchengemeinde Kirchgellersen eingepfarrt und hatte eine eigene Kapelle des adeligen Gutshofes.